# 新典社
新典社（日语：新典社）是一家日本出版社，社长是冈元学实。

## 历史
1965年成立于日本东京都千代田区，主要出版日本文学相关学术书籍。

## 所在地
東京都千代田区神田神保町1-44-11

## 主要出版物
- 新典社研究丛书
- 新典社丛书
- 新典社选书
- 新典社新书
- 古代中世文学论考